# Liste des présidents de l'Estonie
Pour un article plus général, voir Président de la république d'Estonie.
Le président de la république d'Estonie est le titre actuel du chef d'État estonien. Cette fonction succède en 1938 à celle de doyen d'État (Riigivanem) entre 1920 et 1938.

## Liste
| No                                                             | Portrait             | Titulaire (Naissance-mort)        | Élection | Mandat          | Mandat          | Mandat                    | Parti politique | Parti politique            |
| No                                                             | Portrait             | Titulaire (Naissance-mort)        | Élection | Début           | Fin             | Durée                     | Parti politique | Parti politique            |
| -------------------------------------------------------------- | -------------------- | --------------------------------- | -------- | --------------- | --------------- | ------------------------- | --------------- | -------------------------- |
| 1                                                              | Konstantin Päts      | Konstantin Päts (1874-1956)       | 1938     | 24 avril 1938   | 23 juillet 1940 | 2 ans, 2 mois et 29 jours |                 | Indépendant                |
| Occupation de l'Estonie par l'Union soviétique de 1940 à 1992. |                      |                                   |          |                 |                 |                           |                 |                            |
| 2                                                              | Lennart Meri         | Lennart Meri (1929-2006)          | 1992     | 6 octobre 1992  | 5 octobre 1996  | 9 ans et 2 jours          |                 | Union de la patrie         |
| 2                                                              | Lennart Meri         | Lennart Meri (1929-2006)          | 1996     | 5 octobre 1996  | 8 octobre 2001  | 9 ans et 2 jours          |                 | Union de la patrie         |
| 3                                                              | Arnold Rüütel        | Arnold Rüütel (1928-2024)         | 2001     | 8 octobre 2001  | 9 octobre 2006  | 5 ans et 1 jour           |                 | Union populaire estonienne |
| 4                                                              | Toomas Hendrik Ilves | Toomas Hendrik Ilves (né en 1950) | 2006     | 9 octobre 2006  | 9 octobre 2011  | 10 ans et 1 jour          |                 | Parti social-démocrate     |
| 4                                                              | Toomas Hendrik Ilves | Toomas Hendrik Ilves (né en 1950) | 2011     | 9 octobre 2011  | 10 octobre 2016 | 10 ans et 1 jour          |                 | Parti social-démocrate     |
| 5                                                              | Kersti Kaljulaid     | Kersti Kaljulaid (née en 1969)    | 2016     | 10 octobre 2016 | 11 octobre 2021 | 5 ans et 1 jour           |                 | Indépendant                |
| 6                                                              | Alar Karis           | Alar Karis (née en 1956)          | 2021     | 11 octobre 2021 | en cours        | 3 ans, 5 mois et 27 jours |                 | Indépendant                |